# CD Single Collection
CD Single Collection limitirano box set izdanje američke pjevačice Madonne izdano u prsincu 1996. pod Warner Music Japan. Bilo je dostupno samo u Japanu.

## Povijest albuma
Warner Music Japan je odlučio izdati ovaj box set u svrhu prisjećanja na uspjehe svih Madonninih singlova u Japanu. 
Sadrži svai izdani singl u toj zemlji, sve od "Burning Up" do "One More Chance". Izdanje je sadržavalo četrdeset 3" CD singla i knjižicu s popisom i tekstovima pjesama i to na japanskom jeziku i engleskom jeziku. Svaki je singl imao po dvije pjesme (A i B strana), osim pjesmam "You'll See" and "One More Chance" koje su na B strani imale po dvije pjesme, tj, ukupno tri.
Kompilacija sadrži i singlove "Love Don't Live Here Anymore" (izdan 1985.) i "Spotlight" (izdan 1988.), koji su izdani samo u Japanu. Svaki singl ima svoj dizajn i omot koji je inače korišten na Japanskom tržištu, ali neki od njih su jedinstveni jer nisu korišteni u ostalim zemljama.

## Popis pjesama
- Neke pjesme s B-strane su jedinstvene samo za Japan
- Neke su pjesme korištene i više od jednog puta za B-stranu (npr. "Think of Me", "I Know It", "White Heat", "Physical Attraction" i "Rain"
- Pjesme se nalaze u izvornoj albumskoj verziji, osim ako nije nalašeno drugačije

| CD | Naziv singla                                     | B-strana                                                            |
| -- | ------------------------------------------------ | ------------------------------------------------------------------- |
| 1  | "Burning Up" (Edit)                              | "Physical Attraction" (Edit)                                        |
| 2  | "Holiday" (Edit)                                 | "I Know It"                                                         |
| 3  | "Borderline" (Edit)                              | "Think of Me"                                                       |
| 4  | "Lucky Star"                                     | "Everybody"                                                         |
| 5  | "Like a Virgin"                                  | "Stay"                                                              |
| 6  | "Material Girl"                                  | "Pretender"                                                         |
| 7  | "Angel" (Fade)                                   | "Angel" (Dance Mix Edit)                                            |
| 8  | "Into the Groove"                                | "Physical Attraction" (Edit)                                        |
| 9  | "Dress You Up"                                   | "Shoo-Bee-Doo"                                                      |
| 10 | "Love Don't Live Here Anymore"                   | "Over and Over"                                                     |
| 11 | "Live to Tell" (Edit)                            | "Live to Tell" (Instrumental)                                       |
| 12 | "Papa Don't Preach" (Edit)                       | "Think of Me"                                                       |
| 13 | "True Blue" (Fade)                               | "Ain't No Big Deal"                                                 |
| 14 | "Open Your Heart"                                | "White Heat"                                                        |
| 15 | "La Isla Bonita"                                 | "La Isla Bonita" (Instrumental Edit)                                |
| 16 | "Who's That Girl"                                | "White Heat"                                                        |
| 17 | "Causing a Commotion" (Silver Screen Single Mix) | "Jimmy Jimmy"                                                       |
| 18 | "Spotlight" (Single Edit)                        | "Where's the Party" (Single Edit)                                   |
| 19 | "The Look of Love"                               | "I Know It"                                                         |
| 20 | "Like a Prayer" (LP Version With Fade)           | "Act of Contrition"                                                 |
| 21 | "Express Yourself"                               | "The Look of Love"                                                  |
| 22 | "Cherish" (Fade)                                 | "Supernatural"                                                      |
| 23 | "Oh Father" (Edit)                               | "Pray For Spanish Eyes"                                             |
| 24 | "Keep It Together" (Single Remix)                | "Keep It Together" (Instrumental)                                   |
| 25 | "Vogue" (Single Version)                         | "Vogue" (Bette Davis Dub)                                           |
| 26 | "Hanky Panky"                                    | "More"                                                              |
| 27 | "Justify My Love"                                | "Express Yourself" (1990) (The Immaculate Collection Album Version) |
| 28 | "Rescue Me" (Single Mix)                         | "Rescue Me" (Alternate Single Mix)                                  |
| 29 | "This Used to Be My Playground" (Single Version) | "This Used to Be My Playground" (The Long Version)                  |
| 30 | "Erotica"                                        | "Erotica" (Instrumental)                                            |
| 31 | "Deeper and Deeper" (Edit)                       | "Deeper and Deeper" (Instrumental)                                  |
| 32 | "Bad Girl" (Edit)                                | "Fever"                                                             |
| 33 | "Bye Bye Baby"                                   | "Rain" (Radio Remix)                                                |
| 34 | "I'll Remember"                                  | "Secret Garden"                                                     |
| 35 | "Secret"                                         | "Secret" (Instrumental)                                             |
| 36 | "Take a Bow"                                     | "Take a Bow" (InDaSoul Mix)                                         |
| 37 | "Human Nature" (Radio Version)                   | "La Isla Bonita"                                                    |
| 38 | "Crazy for You"                                  | "Gambler"                                                           |
| 39 | "You'll See" (Edit)                              | "Rain"                                                              |
| 39 | "You'll See" (Edit)                              | "You'll See" (Instrumental)                                         |
| 40 | "One More Chance"                                | "You'll See" (španjolska verzija #1)                                |
| 40 | "One More Chance"                                | "You'll See" (španjolska verzija)                                   |